# Ebony Maw
Ebony Maw (Español: Fauces de Ébano) es un supervillano ficticio que aparece en los cómics estadounidenses publicados por Marvel Comics. Es un miembro destacado del Orden Negro, un equipo de alienígenas que trabajan para el titán Thanos.
El personaje ha hecho varias apariciones en medios, como series de televisión animadas, las películas de Universo cinematográfico de Marvel Avengers: Infinity War (2018) y Avengers: Endgame (2019), interpretado por Tom Vaughan-Lawlor, y videojuegos. Lawlor también expresó una versión de línea de tiempo alternativa en la serie animada de Disney+, What If... (2021).

## Historial de publicaciones
Ebony Maw aparece por primera vez en un cameo de New Avengers # 8 y fue creado por Jonathan Hickman y Jerome Opeña. Su segunda aparición llegó ese mismo mes en Infinity # 1 (octubre de 2013).

## Historia
Ebony Maw era miembro del Orden Negro de Thanos. Él no es un luchador, sino un peligroso pensador del Orden Negro. Cuando Thanos apuntó a la Tierra como el próximo planeta que arrasaría durante la historia de Infinity, Ebony Maw fue enviado para tratar con el Doctor Strange.
Ebony Maw utilizó sus habilidades para obtener el control del Doctor Strange y lo obligó a convocar a Shuma-Gorath. Entonces Ebony Maw usó sus habilidades para que el Doctor Strange le sirviera como agente doble cuando se reuniera con los Illuminati. Cuando los Illuminati se dirigieron a numerosos lugares en todo el mundo para encontrar al hijo de Thanos, Thane, el Doctor Strange encontró al niño en una ciudad oculta e inhumana de Orollan (que se encuentra en Groenlandia). Ebony permaneció en el lugar y obligó al Doctor Strange a olvidarse del descubrimiento y a irse donde ahora está libre del control de Maw.
Cuando Black Bolt detonó una bomba de Terrigen que desató las Nieblas de Terrigen en toda la faz de la Tierra, el hijo de Thanos, Thane, se sometió a Terrigenesis. La manifestación de sus poderes aniquiló a la ciudad entera. Posando como un aliado después del incidente, Ebony Maw le ofreció a Thane un traje para controlar sus poderes, pero también lo capturó en un campo de contención seguido de Ebony Maw alertando a Thanos sobre la ubicación de su hijo. Cuando los Vengadores llegan a Orollan para derrotar a Thanos, Ebony Maw probó a Thane liberándolo. Thane podría escapar o podría luchar contra Thanos y convertirse en lo que había evitado toda su vida. Thane estuvo de acuerdo y abrazó su verdadera naturaleza como el hijo de Thanos luchando contra su padre. Usando el poder de su mano derecha, Thane atrapó a Thanos y su aliada Proxima Midnight en una construcción de color ámbar que los dejó en un estado de "muerte en vida". Tras la derrota de Thanos, Ebony Maw comenzó a disciplinar a Thane para que se convirtiera en algo más grande que Thanos y más grande que cualquiera.
Durante el arco "No Surrender", Ebony Maw aparece como miembro del Orden Negro del Challenger, donde los enfrenta en un combate contra la Legión Letal del Gran Maestro.

## Poderes y habilidades
Ebony Maw tiene un intelecto a nivel de genio. En su mayoría, demuestra su inteligencia con sus habilidades altamente cualificadas de manipulación que se describen como una "lengua negra que propaga maldad y maldad donde quiera que vaya". Las habilidades de Ebony Maw en la manipulación resultan de su voz sobrehumanamente persuasiva que le permite controlar incluso las mentes más fuertes, como la de Doctor Strange. Las otras habilidades de Maw incluyen la habilidad de usar telequinesis y pirocinesis.
También utiliza tecnología que se especializa en teletransportación y generación de campos de fuerza.

## En otros medios

### Televisión
- Ebony Maw aparece en el final de la segunda temporada de Avengers Assemble con la voz de René Auberjonois.[16] Él aparece como un miembro del Orden Negro.
- Ebony Maw aparece en Guardians of the Galaxy con la voz de James Urbaniak.[16] Aunque inicialmente fue miembro del Orden Negro en la primera temporada, luego se une a los Creyentes Universales en la segunda temporada.

### Universo cinematográfico de Marvel
Ebony Maw aparece en medios ambientados en el Universo cinematográfico de Marvel, con la voz y captura de movimiento de Tom Vaughan-Lawlor. Esta versión tiene habilidades telequinéticas y sirve como el heraldo de Thanos, evangelizando perversamente a los habitantes de los mundos que Thanos ataca que realmente están siendo salvados y los que están muertos o moribundos deberían "regocijarse" en sus muertes traen equilibrio al universo.
- Maw aparece por primera vez en la película de acción en vivo Avengers: Infinity War (2018). Él y Cull Obsidian están asignados a recuperar las Gemas del Infinito en la Tierra, donde luchan contra los Vengadores y Maw secuestra al Doctor Strange para quitarle la Gema del Tiempo. Sin embargo, al regresar a Thanos, Tony Stark y Peter Parker se escabullen a bordo de su nave y usan la descompresión explosiva para enviar a Maw al espacio, matándolo.
- Una versión alternativa de Maw en la línea de tiempo aparece en la película de acción en vivo Avengers: Endgame (2019).[20] Viaja a través del tiempo con las fuerzas de Thanos para evitar que los Vengadores frustren los planes de su maestro, solo para desintegrarse junto con ellos cuando Stark usa las Gemas del Infinito.[21]
- Una versión alternativa de Maw en la línea de tiempo aparece en la serie animada de Disney+, What If... (2021), en el episodio «¿Qué pasaría si... T'Challa se convirtiera en Star-Lord?». Aún miembro del Orden Negro, esta versión sirve al Coleccionista en lugar de Thanos. En el episodio, "Que pasaría sí... hubiera Zombies?", Maw y Obsidian viajan a la Tierra para obtener la Gema del Tiempo, solo para ser asesinados y convertidos en zombis por un zombificado Iron Man, Doctor Strange y Wong.

### Videojuegos
- Ebony Maw aparece como un personaje jugable en Marvel: Avengers Alliance.[22]
- Ebony Maw aparece como un personaje jugable en Marvel Future Fight.[23]
- Ebony Maw aparece como un personaje jugable en el DLC de "Infinity War" para Lego Marvel Super Heroes 2.[24]
- Ebony Maw aparece como personaje secundario en Marvel Puzzle Quest.[25]
- Ebony Maw aparece como un personaje jugable desbloqueable en Marvel: Contest of Champions. También apareció como un mini-jefe durante el evento de la historia "Avengers Forever" y un jefe durante el evento "Last Stand: Save the Battlerealm".[26]
- Ebony Maw aparece como un jefe en Marvel Ultimate Alliance 3: The Black Order, con la voz de Todd Haberkorn.[16]